# Attica Blues
 (avril 2017).
Si vous disposez d'ouvrages ou d'articles de référence ou si vous connaissez des sites web de qualité traitant du thème abordé ici, merci de compléter l'article en donnant les références utiles à sa vérifiabilité et en les liant à la section « Notes et références ».
Albums de Archie Shepp
Things Have Got to Change
(1971) The Cry of My People
(1972)
Attica Blues est un album du saxophoniste d'avant-garde jazz Archie Shepp.
Publié en 1972 sous le label Impulse!, son titre est une référence aux émeutes de la prison d'Attica en septembre 1971.

## Liste des titres
Toutes les chansons sont écrites et composées par Archie Shepp, sauf annotation.
| A1. | Attica Blues (paroles de Beaver Harris)         | 4:48 |
| A2. | Invocation: Attica Blues (Harris)               | 0:20 |
| A3. | Steam (Part 1)                                  | 5:16 |
| A4. | Invocation to Mr. Parker (paroles de Bart Gray) | 3:07 |
| A5. | Steam (Part 2)                                  | 5:09 |

| B1. | Blues for Brother George Jackson        | 4:00 |
| B2. | Invocation: Ballad for a Child (Harris) | 0:29 |
| B3. | Ballad for a Child (paroles de Harris)  | 3:37 |
| B4. | Good Bye Sweet Pops (Cal Massey)        | 4:22 |
| B5. | Quiet Dawn (Massey)                     | 6:11 |